# Arrouquelas
Arrouquelas es una freguesia portuguesa del concelho de Rio Maior, con 27,81 km² de superficie y 850 habitantes (2001). Su densidad de población es de 21,9 hab/km².